# Gate to Infinity
Albums de Earth and Fire
To the World of the Future
(1975) Reality Fills Fantasy
(1979)
Gate to Infinity, sorti en 1977, est le cinquième album du groupe de rock progressif néerlandais Earth and Fire.

## Liste des morceaux
| No  | Titre               | Durée |
| --- | ------------------- | ----- |
| 1.  | Recognition         |       |
| 2.  | A Princess in Egypt |       |
| 3.  | The Joyous Untruth  |       |
| 4.  | Infinity            |       |
| 5.  | A Lifetime Before   |       |
| 6.  | 78th Avenue         |       |
| 7.  | Smile               |       |
| 8.  | Green Park Station  |       |
| 9.  | Dizzy Raptures      |       |
| 10. | Driftin             |       |

## Musiciens
- Jerney Kaagman : chant
- Theo Hurts : guitare basse, guitare acoustique
- Ton van de Kleij : batterie
- Gerard Koerts : claviers
- Chris Koerts : guitare, claviers